# Apomecyna rufomarmorata
Apomecyna rufomarmorata là một loài bọ cánh cứng trong họ Cerambycidae.